# Étienne Vacherot
Pour les articles homonymes, voir Vacherot.
Étienne Vacherot est un philosophe et homme politique français né le 29 juillet 1809 à Torcenay et mort le 28 juillet 1897 à Paris 13e.
Il est en philosophie un représentant de l'éclectisme, auteur d'ouvrages sur la démocratie, sur l'histoire de la philosophie d'Alexandrie et sur les rapports entre la science et la métaphysique. Républicain sous le Second Empire, son parcours politique le conduit à se rallier progressivement au parti monarchique sous la Troisième République.

## Biographie
Étienne Vacherot naît en 1809, dans une famille de « très honnêtes paysans très peu aisés ».
Orphelin à cinq ans, élevé par sa tante, il apprend jeune un métier et ne se destine pas à la philosophie. Mais remarqué pour ses capacités intellectuelles, il peut grâce à « un protecteur quelque peu influent de la famille » poursuivre de très brillantes études.
Il entre à dix-huit ans en 1827 à l’École préparatoire. Contrairement à des penseurs comme Auguste Comte ou Pierre-Joseph Proudhon, Vacherot reçoit une formation universitaire de philosophe, formation nouvelle pour l’époque.
Au sein de l’École, Vacherot subit l’influence de Jules Michelet et de Victor Cousin. De Michelet, Vacherot « hérite une certaine mentalité laïciste et une forme d’antimonarchisme » qu'il faut tempérer avec ces propos : « Je ne suis pas né républicain. J’étais doctrinaire à vingt ans, avec Royer-Collard, De Broglie et Guizot. ». De Cousin, Vacherot conserve les thèses spiritualistes contenues dans l’éclectisme ainsi qu’un attachement à la méthode éclectique. Contrairement à Cousin, Vacherot reconnait la contradiction de la dialectique.

### Sous la monarchie de Juillet
Étienne Vacherot enseigne dans les collèges de Caen entre 1835 et 1836, Châlons-sur-Marne, Cahors, Angers et Versailles.
Agrégé de philosophie en 1833, il soutient, en 1836, pour son doctorat de lettres une thèse française sur Aristote et une thèse latine sur saint Anselme.
En 1838, il est nommé directeur d'études à l'École normale. Ce poste important permet à Vacherot d’exercer un magistère intellectuel sur les jeunes élites de l’époque. Tous ceux qui sont passés à l’École normale durant cette période ont plus ou moins subi son influence personnelle et ses idées (Émile Deschanel, Lucien-Anatole Prévost-Paradol, Edmond About, Hippolyte Taine, Paul-Armand Challemel-Lacour). Il devient, en 1839, le beau-frère du philosophe Arsène Danton. Le 28 avril 1844, il est décoré de la Légion d'honneur.
À partir de ses cours, Vacherot rédige un mémoire sur la philosophie des Alexandrins qui reçoit le prix de l'Institut de France en 1844. Une polémique éclate à ce propos avec l'abbé Joseph Gratry, aumônier de l'École normale, qui l'accuse de panthéisme et d'athéisme pour avoir abordé la dialectique d'Hegel, fortement critiquée au XIXe siècle. Cette polémique engendrera, selon Lucien Sève, le bannissement de la dialectique hégélienne de l'université française jusque dans les années 1920 et 1930 .
Dans ce livre, Vacherot accorde à l’École d’Alexandrie – le néoplatonisme – et à l’hellénisme en général une place fondamentale dans la constitution du christianisme. En 1851, le livre est interprété comme une attaque envers le caractère divin de l’église catholique puisque Vacherot nous montre des intelligences humaines s’inspirant de la tradition philosophique grecque pour mettre en place  l’essentiel des dogmes théologiques à commencer par le dogme de la Trinité visiblement inspiré des hypostases plotiniennes. Le père Gratry l’attaque, faisant de Vacherot  un représentant d’une nouvelle sophistique : l’hégélianisme.
L'affaire conduit à la mise en disponibilité de Vacherot le 29 juin 1851.

### Sous le Second Empire
Vacherot proteste contre le coup d'État du 2 décembre 1851 par Louis Napoléon Bonaparte et refuse de prêter serment au nouveau régime. Il perd son salaire de professeur et vivra, semble-t-il, assez difficilement grâce à des leçons particulières et des conférences. Il écrira : « je suis devenu républicain sous l’empire, parce que je voyais dans la république le seul gouvernement possible alors. ».
L’engagement de Vacherot pour la cause républicaine se traduira par la participation à un journal politique et littéraire : L’Avenir. Dans ce journal éphémère de la libre pensée (1855), Vacherot ébauche la plupart de ses thèmes  sur la démocratie et la religion. Notamment, dans une controverse avec le penseur catholique François Huet, Vacherot pose une incompatibilité fondamentale entre la théologie catholique et l’esprit démocratique. La philosophie doit triompher dans la société moderne. Elle « sape par la base l’édifice de croyances qu’elle désespère d’emporter d’assaut, use l’obstacle qu’elle n’a pu briser, ruine par une critique infatigable l’autorité qui a résisté aux grands coups de sa logique, jusqu’à ce que l’heure solennelle de la chute ait sonné. ».
En 1859, Vacherot publie un ouvrage intitulé La Démocratie qui vaut à son auteur un an de prison ramené à trois mois en appel (Vacherot fera ses trois mois à Sainte-Pélagie), une forte amende et la privation de ses droits politiques. Bien que défendu par Émile Ollivier, le philosophe est condamné pour attaques contre les droits et l’autorité de l’Empereur, le principe de propriété, et la religion. Ce livre peut être considéré comme le « bréviaire du parti républicain » sous l'Empire. Dans le cadre du Mouvement pour la liberté et les droits du peuple, il est traduit au Japon dès 1884 par le démocrate Nakae Chômin sous le titre Jichiseiron (Sur le gouvernement autonome).
Le 7 mars 1868, il est élu à l'Académie des sciences morales et politiques pour succéder à Victor Cousin.

### Sous la Troisième République
Maire du Ve arrondissement de Paris pendant le siège, Étienne Vacherot est élu, le 8 février 1871, représentant de la Seine à l'Assemblée nationale. Il est un des trois députés de Paris qui acceptèrent les préliminaires de paix et, contre l'attente du parti républicain, il prend place au Centre gauche et se signale par sa modération : Vacherot veut une politique centriste.
Sur la situation française après 1870, Vacherot écrit :
« J’aurais vu tomber l’empire avec satisfaction sans les désastres d’une guerre qu’il a provoquée, sans y être préparé. J’ai salué sans enthousiasme l’avènement révolutionnaire de la république en pleine invasion. J’étais pour la guerre à outrance, et, sans croire à la légende de la république sauvant la France en 92, j’espérais mieux de notre peuple et de notre gouvernement républicain. »

La commission des Trente présidée par Batbie, en mars 1874, réunie dans une des salles du Musée de Versailles, vice-président De Talhouët, d'après un dessin de G. Janet et un croquis de Pelcoq gravure Amédée Daudenarde.

Vacherot soutient jusqu'au bout le gouvernement d'Adolphe Thiers et donne sa démission de maire après le 24 mai 1873. Un an plus tard, il se rallie au ministère de Broglie et accepte de faire partie de la deuxième commission des Trente, d'où la minorité républicaine se trouve exclue. Il soutient la loi de reconstitution du Conseil supérieur de l'instruction publique et celle de la liberté de l'enseignement supérieur, adopte l'amendement Wallon et l'ensemble des lois constitutionnelles.
Après la séparation de l'Assemblée en 1876, Étienne Vacherot, toujours républicain, paraît renoncer à la vie politique, mais il continue à collaborer à la Revue des deux Mondes, où ses jugements sévères sur le parti républicain font sensation : Vacherot craint une poussée des mouvements extrémistes républicains et ne voit pas les républicains modérés réagir.
À plusieurs reprises, il est le candidat des droites  – alors même qu’il se dit encore républicain – au Sénat. Le duc de Broglie lui déclare « Vous n’êtes pas de la Droite, mais vous me permettrez de vous porter sur notre liste ». En janvier 1880, sa candidature n'obtient que 11 voix au premier tour de scrutin et est abandonnée au deuxième tour. Le 23 juin 1881, il réunit 114 voix contre 130 obtenues par le candidat républicain, Émile Deschanel. À l'élection du 8 janvier 1882, son nom, mis encore en avant par la Droite, ne recueille que 13 voix sur 202 votants.
Accentuant de plus en plus ses opinions nouvelles dans le sens monarchique, Vacherot fait diverses campagnes contre les chefs de la politique républicaine dans Le Figaro et Le Soleil (1883-1884). C’est avec sa participation avec la revue Le Correspondant que Vacherot officialise son ralliement au mouvement orléaniste et devient une référence intellectuelle. En 1892, Vacherot fait paraître La démocratie libérale qui reprend en grande partie des articles parus au cours des années précédentes et qui se présente comme un correctif à La Démocratie. Vacherot reconnaît qu’il n’a pas suffisamment précisé la dimension libérale dans son livre de 1859 : une démocratie a besoin d’être encadrée notamment par une Constitution bien faite. C’est par désillusion, moins pour l’idée républicaine que pour la pratique républicaine, que Vacherot adhère au mouvement monarchiste.
Vers la toute fin de sa vie, Vacherot, d’après Léon Ollé-Laprune qui lui succède à l'Académie des sciences morales et politiques, travaille encore à la question philosophique de la justice et de la charité. Il meurt en 1897 alors même que la scène politique s’est quelque peu apaisée avec le ralliement tactique à la République de personnalités catholiques voire monarchistes, et qu’une politique d’apaisement est en place.

## Philosophie

### Métaphysique
Étienne Vacherot se rattache à la philosophie éclectique. Cette philosophie défend des principes spiritualistes, à savoir la dignité de l’âme, le libre-arbitre, le caractère absolu du devoir. Ces principes, Vacherot les conservera toute sa vie.
Vacherot recherche la conciliation des grandes antinomies du XIXe siècle : ordre et liberté, déterminisme et libre arbitre, science et métaphysique.

#### Fonder une métaphysique positive
Dans son livre majeur la Métaphysique et la Science (1858), Vacherot s’efforce de concilier la métaphysique avec la science et de fonder une métaphysique positive. Car pour l’auteur de La Démocratie, contrairement aux représentants du positivisme, le pourquoi n’a pas à être exclu du raisonnement. La science ne peut que profiter des vues utiles fondées sur une démarche intellectuelle qui accorde une importance aux principes, aux fins et aux raisons.
Pour fonder cette science métaphysique, Vacherot propose d’apporter des modifications assez subtiles à la métaphysique en accordant par exemple une place importante à l’expérience et en demandant à cette métaphysique de cesser son compagnonnage avec la théologie, celle-ci étant dépassée face au progrès de l’humanité. Dans sa volonté de concilier science et métaphysique, Vacherot s’efforce sans le dire ouvertement de protéger le libre-arbitre spiritualiste du déterminisme outrancier du positivisme. Plus tard, sous le Second Empire finissant, Vacherot publiera un petit livre Science et Conscience qui est un recueil d’articles parus dans la Revue des Deux Mondes et où est développée une subtile défense de la liberté des individus face au fatalisme scientifique.

#### Théorie de la connaissance
Deux aspects coexistent dans la pensée d’Étienne Vacherot, l’idéal et le réel, la vérité et la réalité. Ces deux dimensions doivent faire l’objet chacune d’une discipline. Il existe des sciences qui étudient l’idéal et des sciences qui étudient le réel. Les sciences de l’idéal reposent sur une démarche proche de la géométrie qui raisonne sur des figures et des idées pures. Les sciences du réel reposent, quant à elles, sur une analyse du fait et du simple enchaînement causal. Il existe ainsi une cosmologie réelle et une cosmologie idéale, une théologie idéale qui étudie l’idée des idées ou l’Idéal (qui est le Dieu de Vacherot) et une théologie réelle qui étudie le Dieu-Monde etc.
Par rapport à la perception, Vacherot distingue une autre œuvre de la connaissance : la notion. La notion qui peut être appliquée à toutes les catégories de la pensée apporte par rapport à la perception un élément supplémentaire : le caractère idéal.
« Partout la notion diffère de la perception par un élément a priori, par un concept, qui tantôt prend le nom de type, tantôt celui de nombre, tantôt celui de loi, tantôt celui de cause, tantôt celui de substance, selon la nature des objets auxquels il s’applique, concept partout et toujours inexplicable par l’expérience, et qui lui seul rend l’expérience intelligible. »
L’entendement s’efforce de construire à partir d’un objet, d’une expérience un type. Ce type exprime la perfection d’un objet. La réduction de l’objet à un rapport pur, dégagé de tout ce qui n’est qu’accident sensible permet de dépasser la simple expérience sans pour autant rompre tout lien avec elle. La réalité est un indice pour connaître l’idéal qui dans l’esprit de Vacherot est la vérité.
« Idéal ! idéal ! lumière des esprits, flamme des cœurs, n’es-tu pas le dieu que je cherche ? Je l’ai cherché dans l’imagination et dans la conscience, j’ai cru le trouver dans la nature et dans l’humanité. Partout je n’ai vu, je n’ai saisi que des idoles…Où le chercher alors, s’il n’est ni dans le monde ni au-delà du monde, s’il n’est ni le fini ni l’infini, ni l’individu ni le tout ! Où le chercher, sinon en toi, saint idéal de la pensée ? Oui, en toi seul est la vérité pure, l’être parfait, le dieu de la raison. Tout ce qui est réalité n’en est que l’image et l’ombre. »
On a pu comparer Vacherot à un Plotin du XIXe siècle. Pour tendre vers l’idéal, il faut rechercher l’infini immanent qui est pour Vacherot une sorte de Dieu vivant et imparfait qui s’efforce éternellement de s’unir au Dieu idéal. Cet infini immanent se manifeste dans des choses supérieures tels que le Tout, l’Humanité, l’État qui sont « comme des hypostases de cet Infini, qui fait le fond et l’unité de l’univers. »

### Philosophie politique
Pour Vacherot, la démocratie n’est pas naturelle, elle est rationnelle et repose sur des fondements moraux. Jamais, aucune société n’a autant respecté, en principe, la nature humaine et le libre arbitre qui y est attaché. Cette démocratie se construit contre l’idée religieuse qui, selon Vacherot, est contraire à l’idée démocratique : la religion est étrangère à la raison démocratique. La religion, selon le philosophe, reste attachée au monde de la Nature.
Comme il est acquis que ce qui rationnel n’est pas naturel, la démocratie est constamment en plein travail, aidée en cela par son ouvrier principal, la raison, pour éduquer les hommes.
Il s’agit d’organiser la convergence des valeurs civiles. La démocratie moderne doit, certes, laisser les hommes évoluer selon leur conscience et suivre leurs intérêts privés : la  démocratie est le monde de la liberté. Cependant, un danger se présente : celui de la particularisation des valeurs, chacun privilégiant ses références au détriment de la société. Cette particularisation excessive des valeurs est la ruine de l’égalité morale et de la souveraineté populaire qui repose sur l’union d’hommes égaux et finalement de la démocratie. Il faut éviter le retour à un ordre social mécanique où un pouvoir personnel s’institue et s’efforce de contenir les prétentions de chacun. Aussi, la démocratie doit travailler constamment à construire  une certaine unité autour de valeurs communes : la démocratie, pour Vacherot, doit rendre dans une certaine mesure les hommes normaux.
Dans son maître-ouvrage La Démocratie, Vacherot intègre au discours libéral un élément qui jusqu’à présent était tenu en suspicion par les tenants de cette école : l’État. Par ailleurs, Vacherot s’est efforcé de « libéraliser » le discours démocratique et républicain qui reposait à l’époque sur les bases de l’unité nationale au détriment de l’individu. L’originalité de La Démocratie ne tient donc pas à des thèses propres à Vacherot mais à sa tentative de conciliation entre le libéralisme et l’esprit démocratique et républicain.

## Portrait
Hippolyte Taine a fait de son maître un portrait attachant dans son pamphlet philosophique intitulé « les philosophes classiques » (Chapitre XIV) où sous les traits d’un philosophe fictif, M. Paul, les contemporains y ont reconnu Vacherot.
« [M. Paul] se tait volontiers et laisse parler les gens qui sont avec lui ; il est extrêmement tolérant, patient même, ne cherchant point à prendre le premier rôle ni à imposer ses idées. Il y a, pour ainsi dire, en lui, deux personnages : l’homme de tous les jours, qui est le plus conciliant du monde et presque timide ; et le philosophe rigide dans ses dogmes comme une chaîne de théorèmes ou comme une barre d’acier. Lorsqu’il parle, il bégaye d’abord et répète plusieurs fois les mêmes mots ; ses phrases sont embarrassées ; il ne regarde pas son interlocuteur en face ; il ressemble à ces oiseaux aux grandes ailes qui ont peine à prendre leur vol. Il n’a pas d’esprit ; il ne trouve jamais de mots piquants ; sa conversation n’a aucune souplesse ; il ne sait pas tourner autour d’une idée, l’effleurer, s’en jouer. Quelle qu’elle soit, il s’y abat de toute sa force, pénètre jusqu’au fond, y travaille à coups de définitions et de division, comme s’il s’agissait de percer un roc métaphysique. Il n’a qu’une allure et qu’une faculté ; ni les choses ni les idées ne semblent le toucher, à moins qu’il ne trouve une vue d’ensemble ; alors elles le touchent jusqu’au cœur. Il a besoin d’apercevoir beaucoup d’objets d’un seul coup ; il en ressent comme un agrandissement subit ; et il a goûté tant de fois ce plaisir intense, qu’il n’y en a plus d’autres pour lui. »

## Œuvres

### Ouvrages
- Théorie d'Aristote sur les premiers principes (1836)
- De rationis auctoritate, tum in se, tum secundum sanctum Anselmum consideratae (1836)
- Histoire critique de l'École d'Alexandrie (1846-1851)
- La Métaphysique et la science (1858), éd. Chamerot, Paris, 3 volumes, 1863, 500 pages chaque volume.
- La Démocratie, éditions Van Meenen et Cie, Bruxelles, seconde édition, 1860, 388 pages.
- Essais de philosophie critique, éd. F.Chamerot, Paris, 1864, 452 pages.
- La Religion, éd. F.Chamerot et Lauwereyns, Paris, 1869, 465 pages.
- La Science et la conscience, Éd. Germer Baillière, coll. «Bibliothèque de philosophie contemporaine», Paris, 1870, 190 pages.
- La politique extérieure de la République, Librairie Germer Baillière et Cie, Paris, 1881, brochure.
- Le Nouveau Spiritualisme, Hachette, Paris, 1884, 401 pages.
- La Démocratie libérale, Calmann-Lévy, Paris, 1892, 292 pages.

### Articles
- « La situation politique et les lois constitutionnelles », Revue des deux Mondes, année 1874, tome VI, pp.  574–605.
- « La république constitutionnelle et parlementaire », Revue des deux Mondes, année 1879, tome 36, pp. 241–273.
- « La république libérale », Revue des deux Mondes, année 1880, tome 38, pp.  5–32.
- « Les nouveaux Jacobins », Revue des deux Mondes, année 1880, tome 39, pp.  40–72.
- « Bismarck. Étude biographique et politique », Le Correspondant, année 1883, Tome 130, pp.  609–640.
- « Fénelon à Cambrai », Revue Bleue, année 1885, tome X, pp. 550–555.
- « La démocratie », Le Correspondant, année 1887, tome 147, pp.  3–32.
- « L’aristocratie en France », Le Correspondant, année 1887, tome 147, pp. 639–659.
- « La monarchie représentative », Le Correspondant, année 1887, tome 148, pp. 3–34.
- « Un pape politique », Revue de Paris, année 1894, tome 3, pp. 41–49.

### Interventions parlementaires
- « Séance du vendredi 10 janvier 1873 », J.O du 11 janvier 1873, pp. 180–182): discussion des propositions relatives au rétablissement du conseil supérieur de l'enseignement sur les bases de 1850.

### Ouvrages généraux
- Billard, Jacques, L’éclectisme, P.U.F, QSJ ?, Paris, 1997.
- Nicolet, Claude, L’Idée républicaine en France (1789-1924), Gallimard, Paris, 1994,
- Nicolet, Claude, Le radicalisme, P.U.F, Paris, 1983.
- Rosanvallon, Pierre, Le moment Guizot, Gall., Paris, 1985.
- Weill, Georges, Histoire du Parti républicain, Alcan, Paris, 1900.